# 新盆唐線 (企業)
新盆唐線股份有限公司（：／ Sinbundangseon Jusikhoesa */?）是負責韓國首都圈新盆唐線建設、管理等營運事業的企業，成立於2005年5月30日。新盆唐線建設的參與者是一個由七個建設業體（斗山建設、大宇建设、大林產業、東部建設、柯隆建設、泰榮建設及浦項建設）所組成的企業聯盟，並由當中最大的斗山建設牽頭。
由於新盆唐線是以BOT模式建設，完工後鐵路的所有權歸韓國政府所有，但新盆唐線公司仍然享有這條路線30年的營運及管理權。鐵路預訂於2011年9月開通，亦是公司經營權開始的時間。

## 參照
- 新盆唐線
- 盆唐線
- 廣域電鐵

## 外部連結
- 新盆唐線株式會社官方網站 （页面存档备份，存于）（英文）